# Jacqueline Law
Jacqueline Law (en chino, 羅慧娟, 10 de octubre de 1966 – Singapur, 30 de junio de 2012) fue una actriz de cine y televisión hongkonesa.

## Biografía
El hermano mayor de Law fue el también actor Law Wai-ping. En 1987, Law se lanzó a su propia carrera como actriz a la edad de 17 años. Pese a su falta de experiencia profesional como actriz en ese momento, Law no tardó en liderar el reparto de la serie hongkonesa The Legend of the Book and the Sword. Interpretó a Fok-ching-tung en la serie, una adaptación televisiva de "El libro y la espada" de Louis Cha, que marcó su primer papel dramático. Su siguiente serie fue la de A Friend in Need, con quien compartía reparto con Jaime Chik, Simon Yam y Leon Lai.
Estuvo relacionada sentimentalmente con el magnate singapurense Liu Chee Ming durante once años. La pareja se casaría en 2008.
Se le diagnosticó cáncer pancreático, lo que la obligó a retirarse de la interpretación. Law hizo una fiesta de despedida en febrero de 2012 ante de mudarse con su marido a Singapur para seguir con el tratamiento. Entre los invitados figuraron las actrices Kitty Lai, Sheren Tang y Monica Chan. Law moriría en su casa en Singapur el 30 de junio de 2012.